# Čerkazovići
Čerkazovići är en ort i Bosnien och Hercegovina.   Den ligger i entiteten Republika Srpska, i den centrala delen av landet, 110 km nordväst om huvudstaden Sarajevo. Čerkazovići ligger 452 meter över havet och antalet invånare är 122.
Terrängen runt Čerkazovići är huvudsakligen kuperad, men åt sydost är den bergig. Čerkazovići ligger nere i en dal.Närmaste större samhälle är Mrkonjić Grad, 11,7 km nordväst om Čerkazovići. 
I omgivningarna runt Čerkazovići växer i huvudsak blandskog. Runt Čerkazovići är det ganska tätbefolkat, med 93 invånare per kvadratkilometer.